# 위저딩 월드
위저딩 월드(영어: Wizarding World)는 J. K. 롤링의 소설 《해리 포터》를 시작으로 하는 영화 세계관이다.

## 같이 보기
- 해리 포터의 세계
- 해리 포터의 장소 목록